# Anomala gracilenta
Anomala gracilenta är en skalbaggsart som beskrevs av Edmund Reitter 1903. Anomala gracilenta ingår i släktet Anomala och familjen Rutelidae. Inga underarter finns listade i Catalogue of Life.